# Ancienne église Saint-Vincent de Mérignac
Pour les articles homonymes, voir Église Saint-Vincent.
L'église Saint-Vincent de Mérignac est une ancienne église catholique, devenue salle d'expositions, située sur la commune de Mérignac, dans le département de la Gironde, en France.

## Localisation
L'église se trouve au centre de Mérignac, rue de la Vieille-Église.

## Historique

### Ancienne église romane
L'église a été construite entre 1122 et 1131 et est le plus ancien monument civil et religieux subsistant à Mérignac. Elle fut édifiée en moellons et couverte de charpente. Le plan comprend une nef, terminée par une abside semi-circulaire. Cette dernière, encadrée de deux absidioles figurant les bras d'un transept, est coiffée, à sa croisée, d'un clocher en forme de tour carrée.
Les absides sont construites en appareil régulier et voûtées en cul-de-four. Les corniches sont décorées de modillons sculptés. La nef est pourvue d'un portail occidental décoré de trois voussures retombant sur des colonnes engagées.
Les ajouts de style gothique tardif concernent le bas-côté nord et la chapelle voûtée d'ogives, qui remplace l'absidiole romane nord.
Les modillons sculptés du chevet présentent un intérêt dans le contexte de l'iconographie romane.

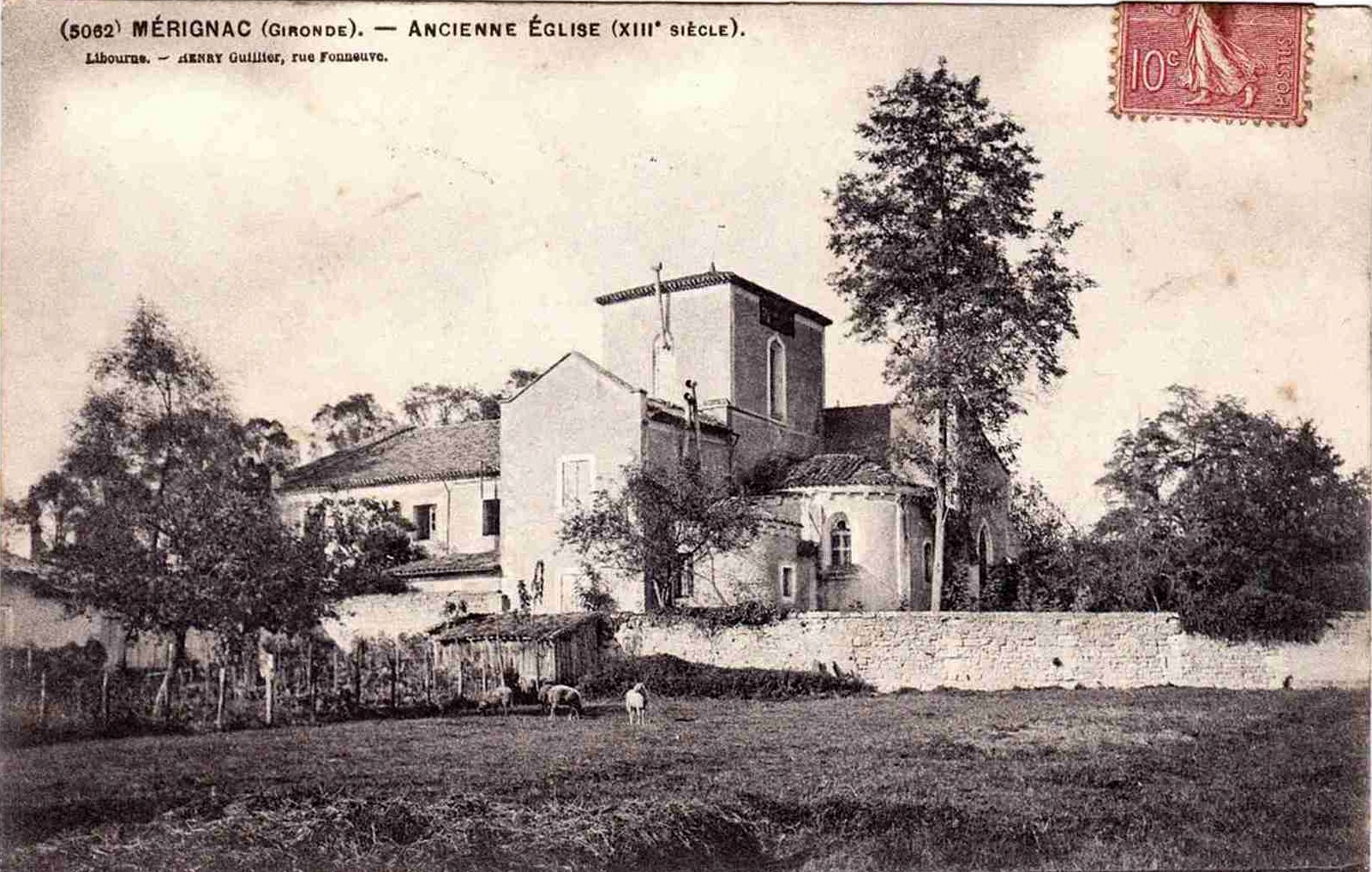
L'église vers 1905
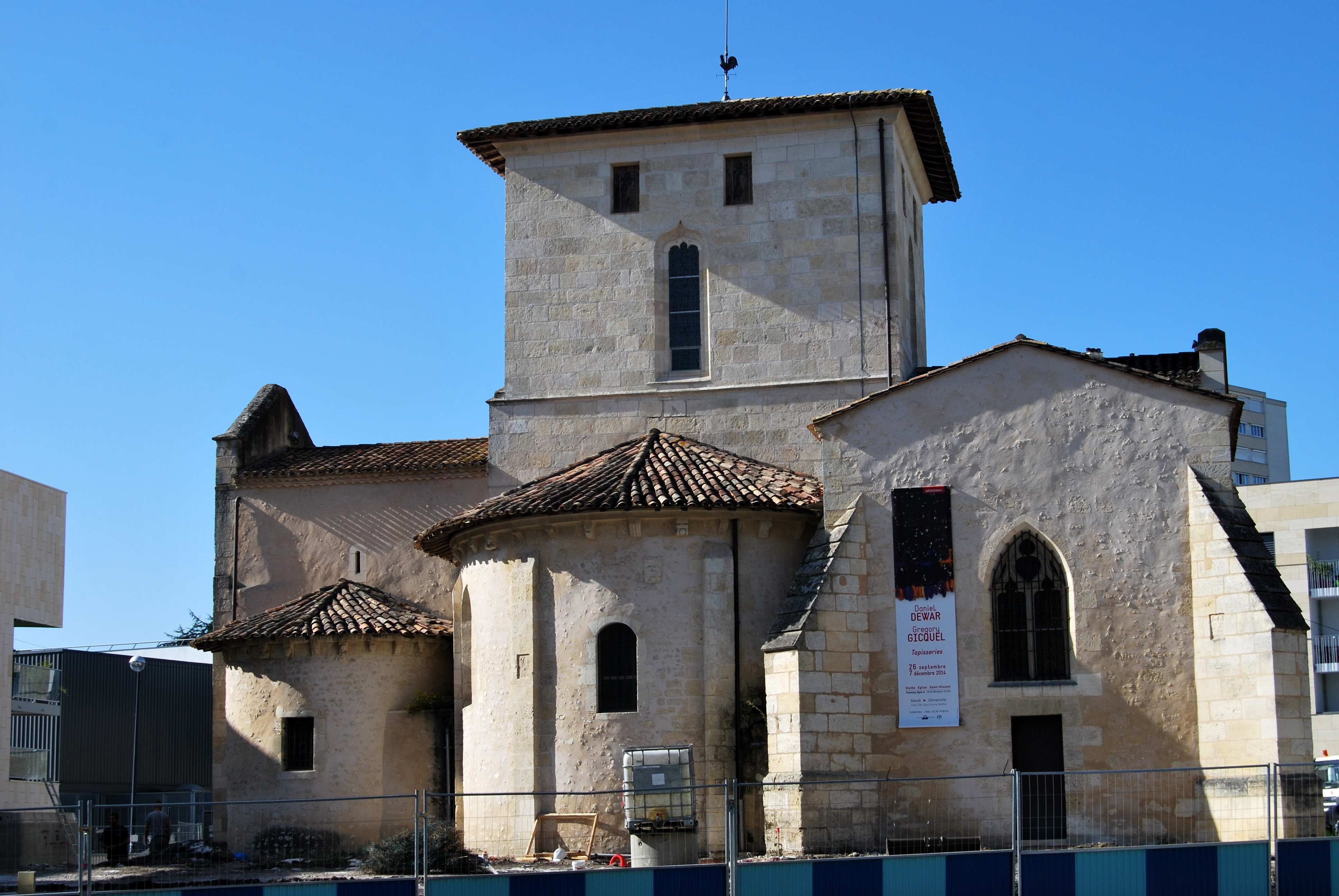
Le chevet
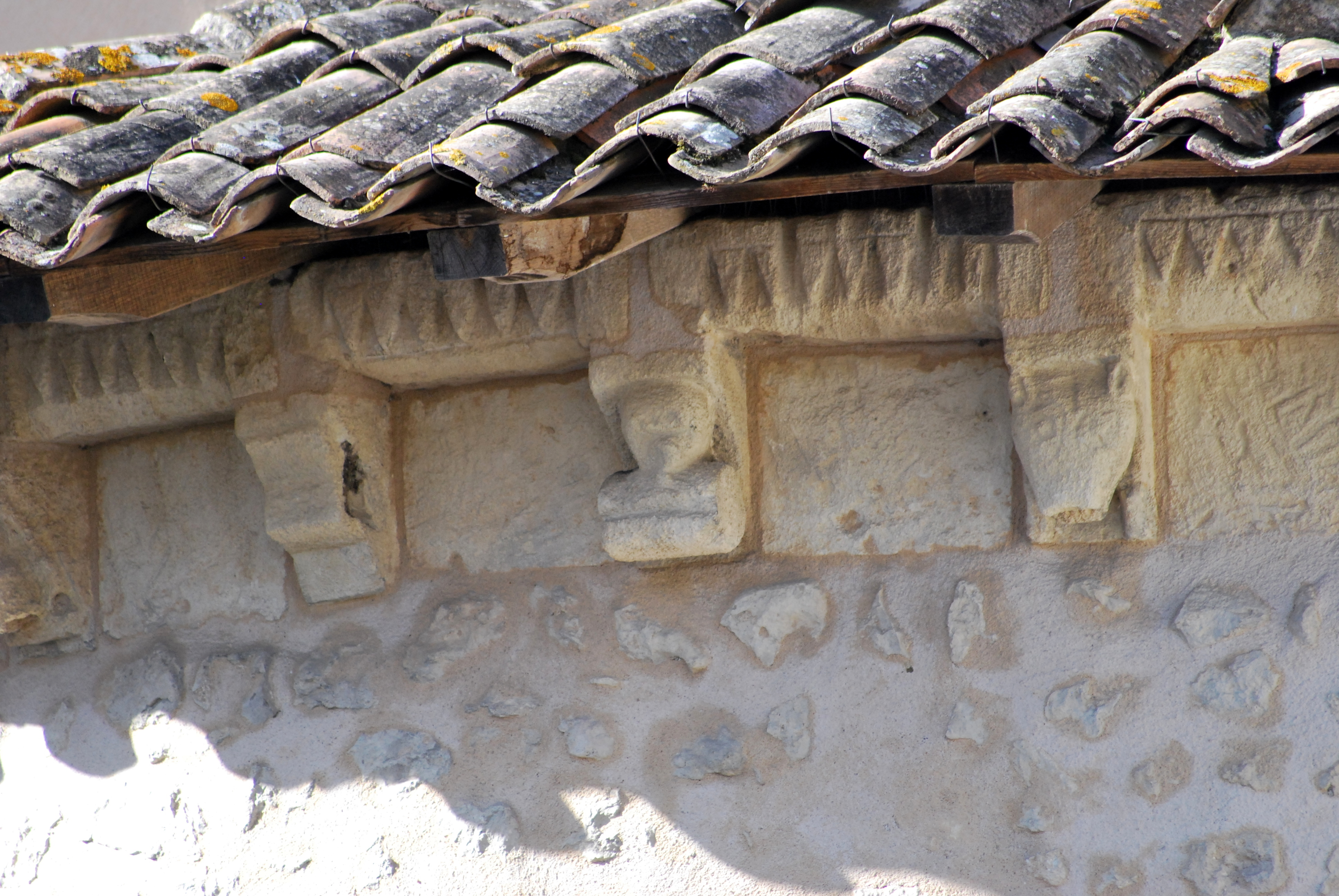
Tonnelet au centre et tête d'animal à droite
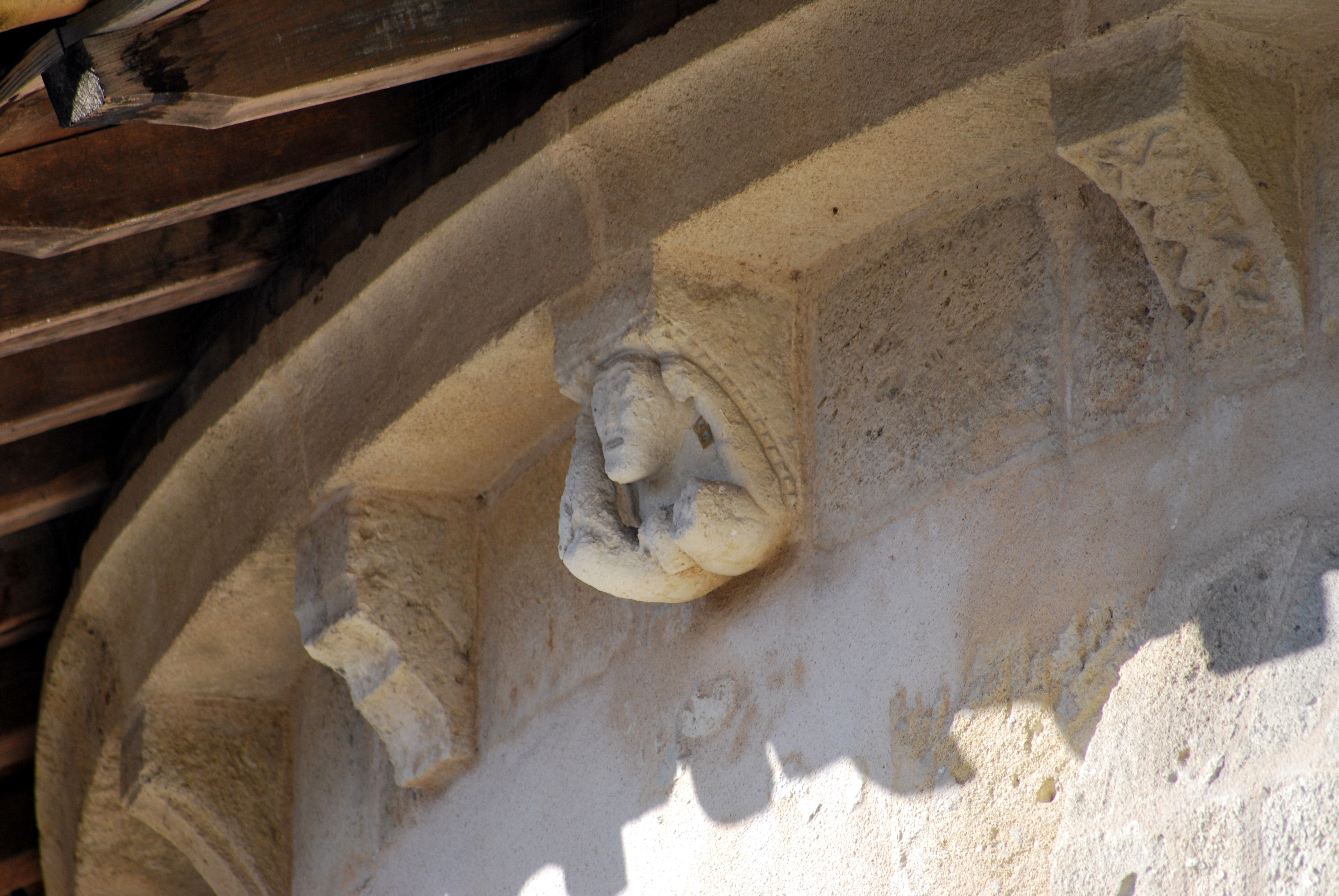
Exhibitionniste anal
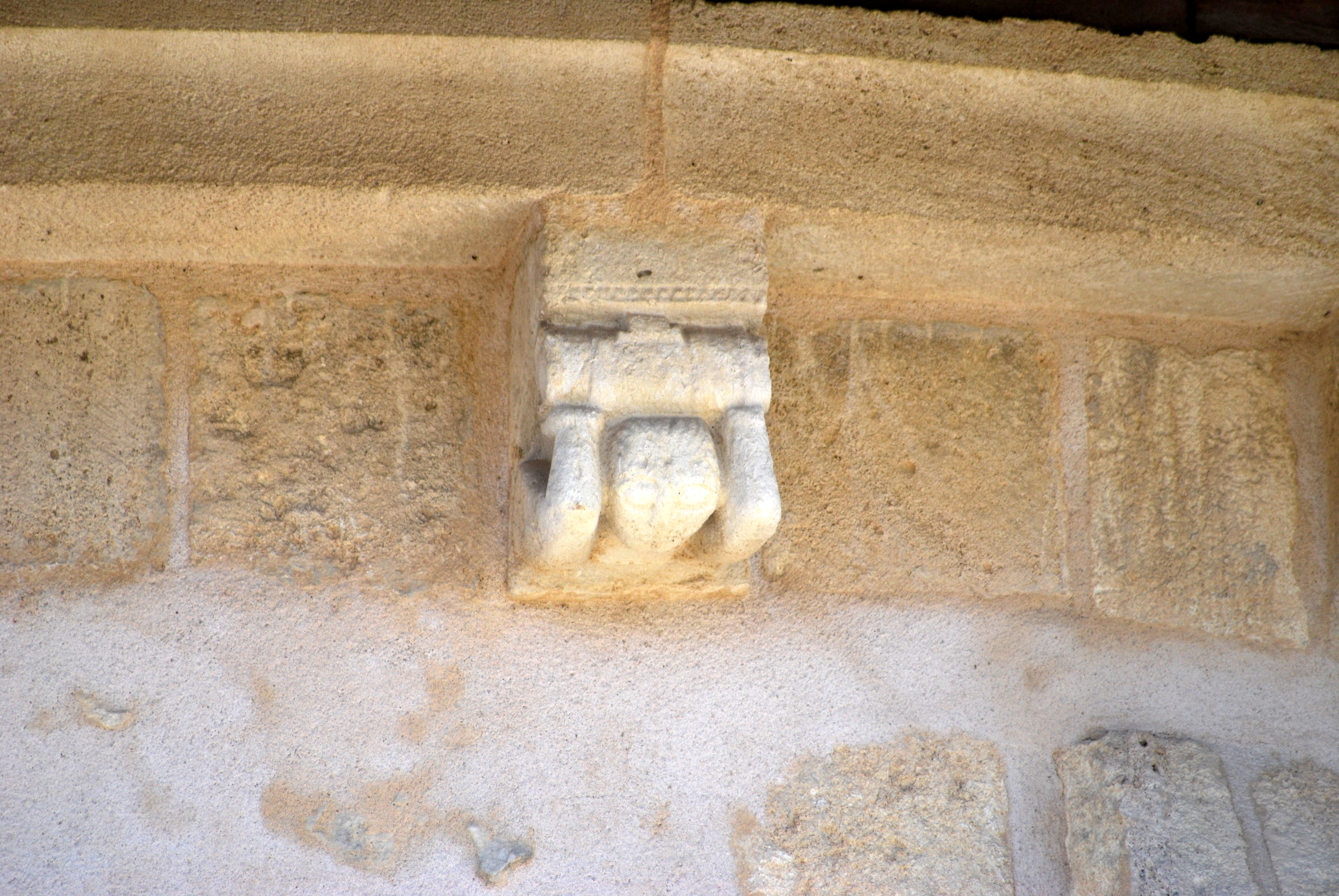
Homme soulevant un tonnelet
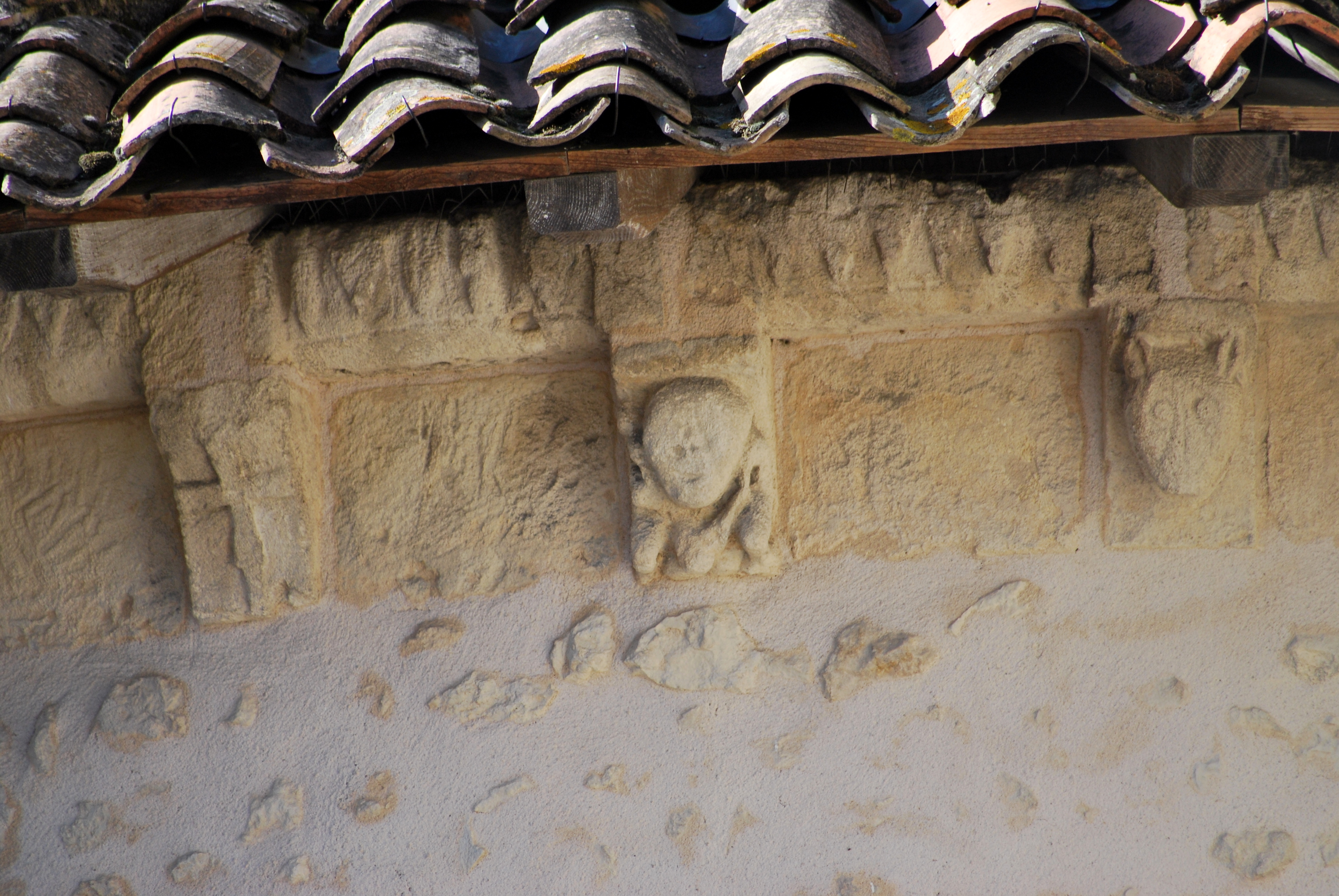
Croix, homme ithyphallique et tête d'animal

L'édifice a été inscrit au titre des monuments historiques par arrêté du 2 juillet 1987.
L'église est ravagée par un incendie pendant la Fronde. Elle est remise en état à la fin du XVIIe siècle et sert au culte jusqu'en 1876, date de la construction de la nouvelle église paroissiale. Le bâtiment est endommagé par la foudre, le 29 août 2001, puis restauré dans l'esprit d'origine. Il sert maintenant d'espace culturel.
Depuis 2015, un espace vert composé d'un jardin d'inspiration médiéval a été réalisé autour de l'église. Il est l'oeuvre de la paysagiste Sabine Haristoy. Des carrés de culture, clos par des bordures en osier tressé, accueillent des plantes potagères, aromatiques, médicinales, tinctoriales... Une fontaine en forme de rigole linéaire, évoquant la présence du ruisseau la Devèze, circulant dans le sous-sol, vient compléter cette création paysagère.

### Nouvelle église Saint-Vincent

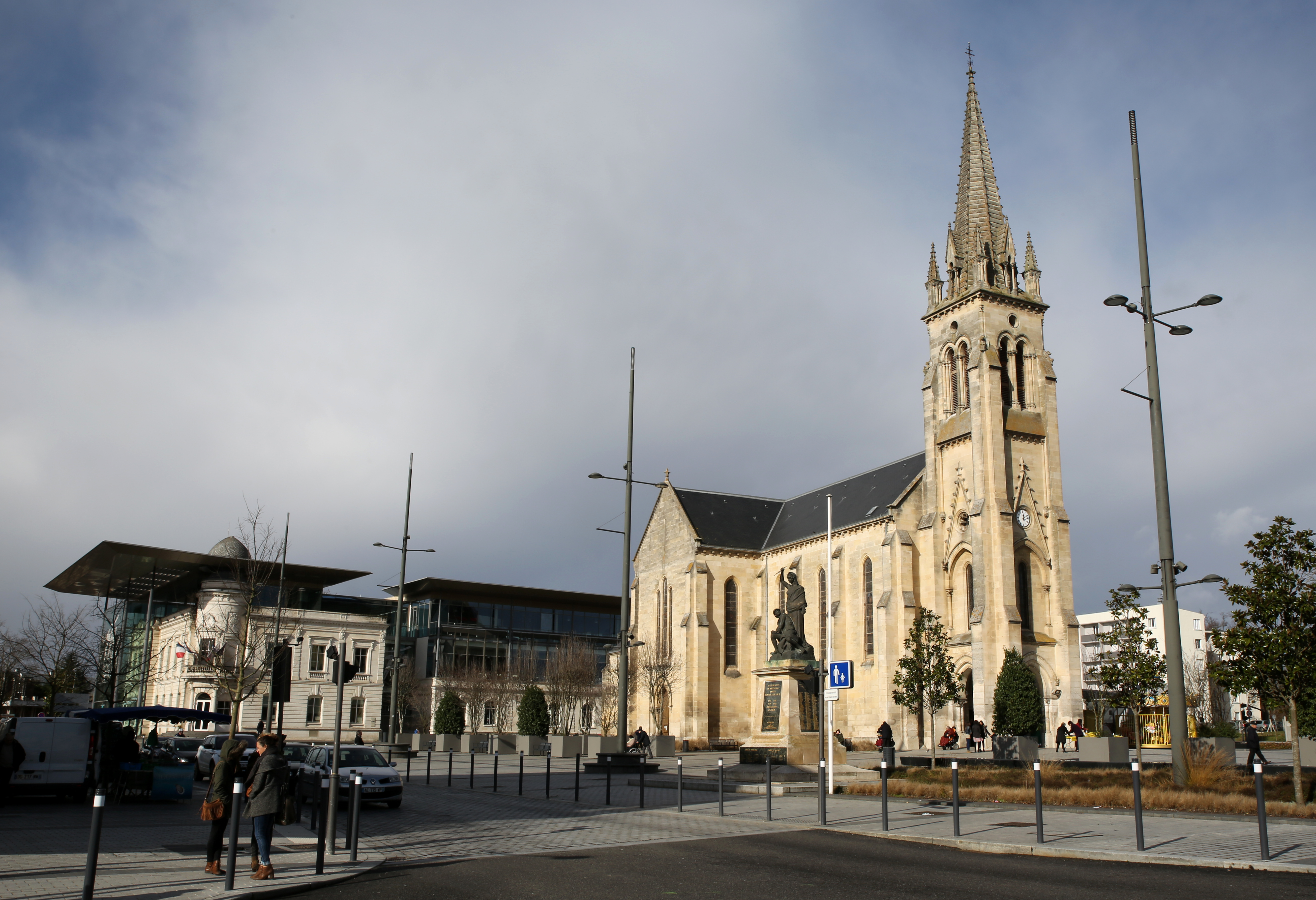
La nouvelle église Saint-Vincent.

La nouvelle église Saint-Vincent, située sur la place Charles-de-Gaulle, a été construite durant la seconde moitié du XIXe siècle dans le style néo-gothique. Elle est inscrite à l'Inventaire général du patrimoine culturel.